# 美度石士市政廳

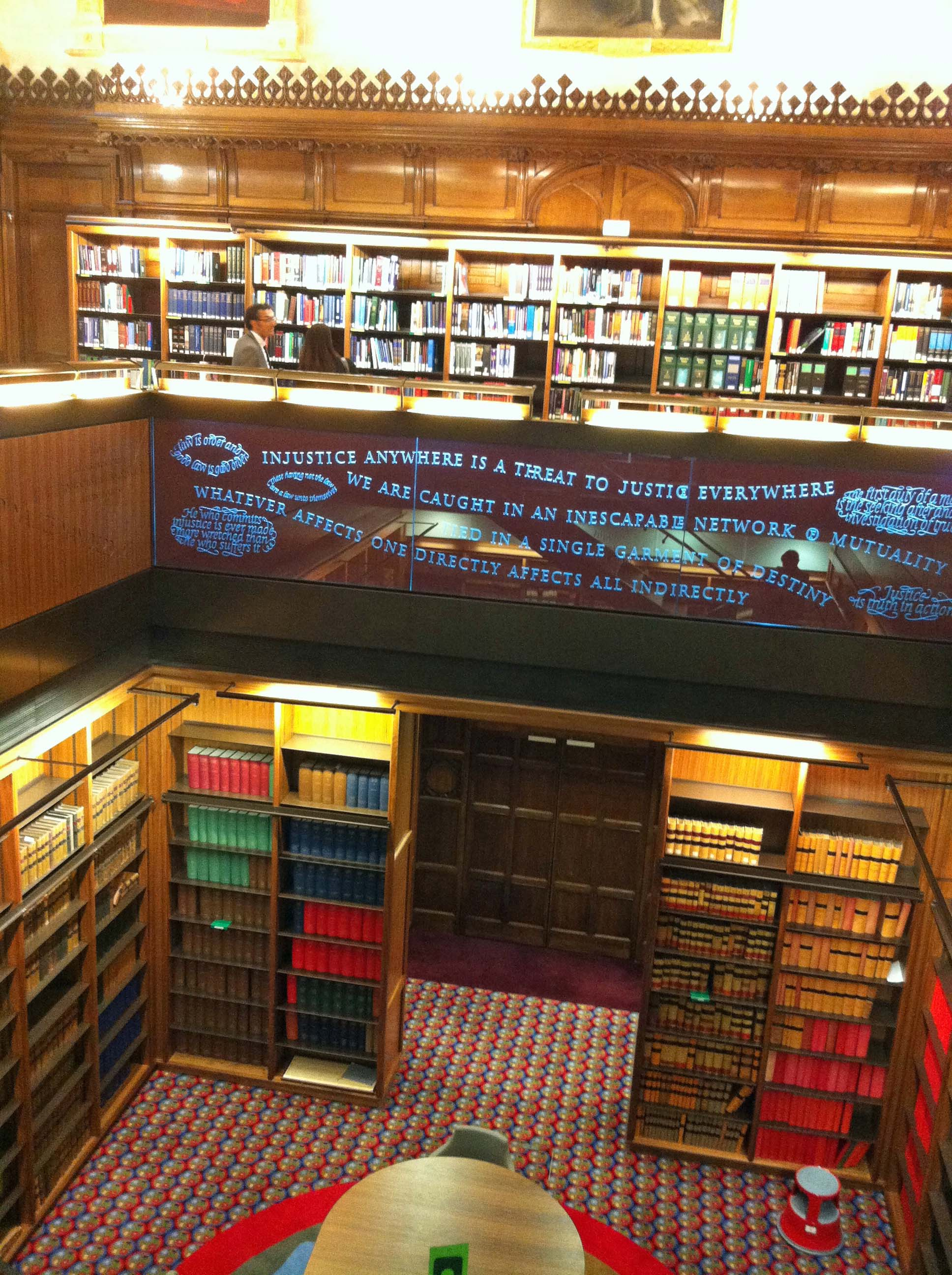

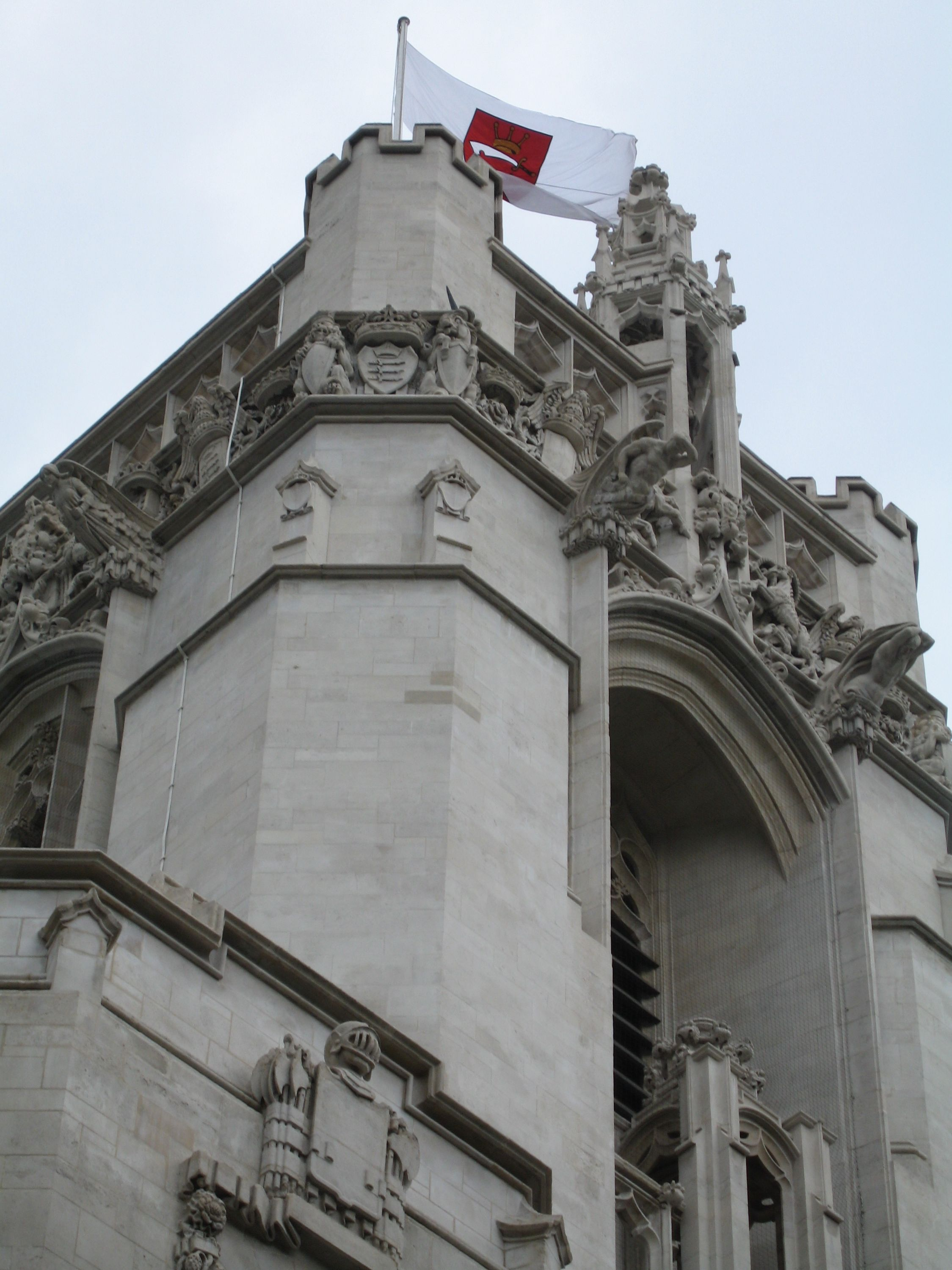

米德尔塞克斯市政厅（英語：Middlesex Guildhall）是英国最高法院和枢密院司法委员会所在地，位于伦敦国会广场西南角。

## 历史
国会广场曾是西敏寺钟楼的所在地，1750-1800年间曾是市场。1805年西敏市在此兴建市政厅。1889年，西敏市成为伦敦郡的一部分，脱离米德塞克斯郡。米德尔塞克斯郡议会和伦敦郡议会划分财产，在西敏市的市政厅归属米德尔塞克斯郡。1893年在此兴建新都铎式市政厅。目前的建筑建于1912-1913年，由J. S. 吉布森设计。
2007年，米德尔塞克斯市政厅翻新后，英国最高法院和枢密院司法委员会进驻。
米德尔塞克斯市政厅被英格兰遗产委员会列为二级保护建筑。